# Діп (соус)

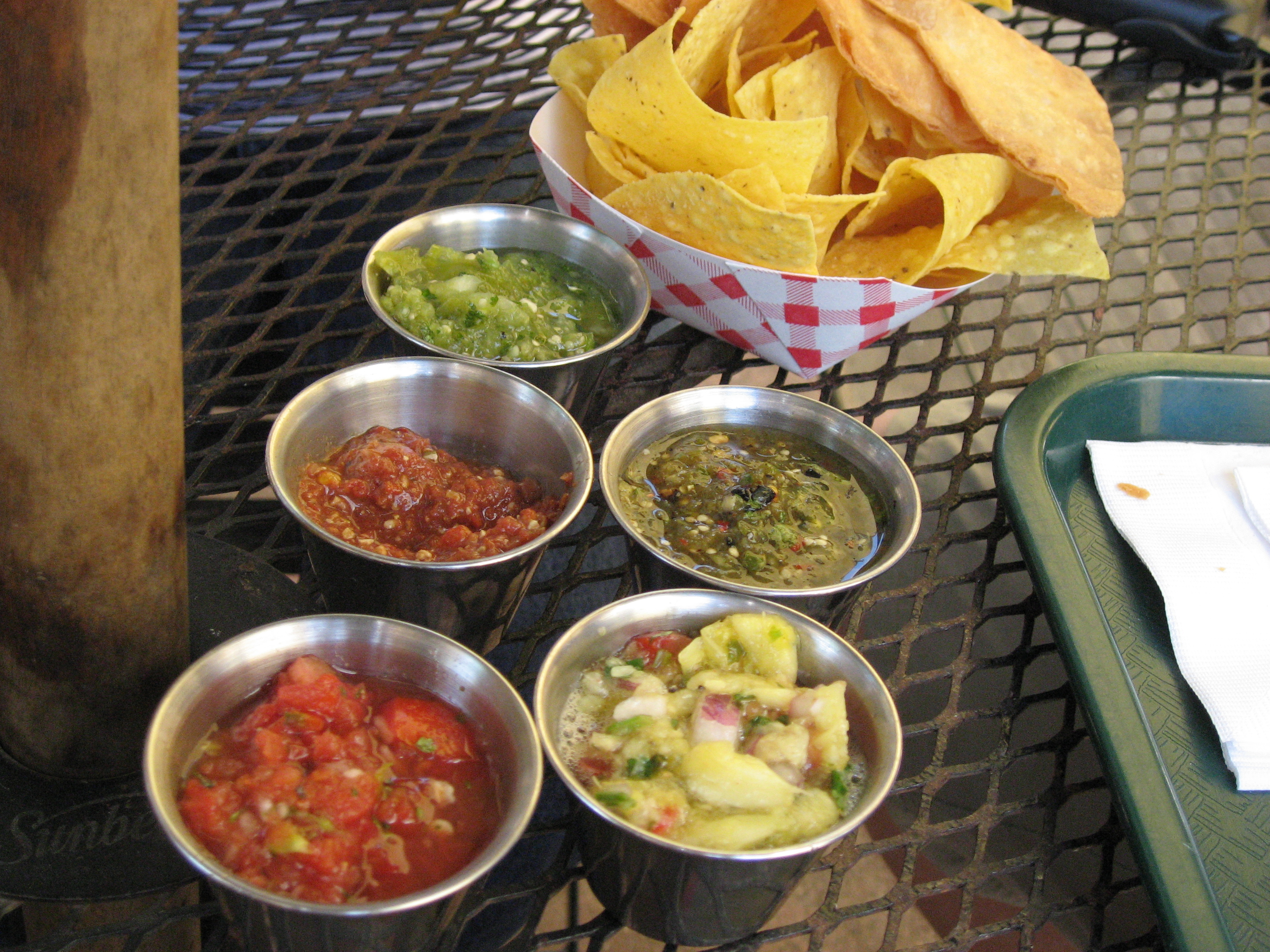
Різні види дипів з кукурудзяними чипсами

Діп (англ. dip, від to dip — «вмочувати») — соус консистенції густої сметани для вмочування в нього чипсів, шматочків овочів, фруктів, м'яса, морепродуктів.
Головна відмінність від звичайних соусів полягає в способі застосування — не соус поливають на їжу, а їжу занурюють в соус. Звідси і назва «діп».
Діп найчастіше використовується для приправи їжі, яку їдять руками. Цей вид соусу поширений у всьому світі, але в Україні поки не такий популярний, як, наприклад, в США або Китаї. В США діпи стали культурним феноменом і використовуються не лише до грінок чи картоплі фрі, але і до шматків піци.  Діпи дуже популярні в Таїланді, де вони є обов'язковим інгредієнтом багатьох страв. Шматочки їжі вмочують палочками у соус.
Діп може бути також солодким. До діпів також можна зарахувати фондю — розплавлену суміш, що складається з різних інгредієнтів, в яку занурюють шматочки хліба, овочів, фруктів тощо. (Існують сирний, шоколадний та інші варіанти фондю).

## В Україні
У кухні заходу України відомий діп мачанка. Традиційно подібні соуси використовують для вареників.
Широко відомий образ Пацюка з твору Миколи Гоголя, який умів мокати вареники в сметану містичним чином без допомоги рук.

## Найвідоміші діпи
- Кетчуп — найпоширеніший в усьому світі соус. Подається до величезної кількості страв, зокрема до картоплі фрі, пельменів тощо.
- Майонез — соус на основі олії і жовтка, який використовується для заправки багатьох салатів. Як діп подається до картоплі фрі та безлічі інших страв.
- Айолі — часникова версія майонезу
- Гірчиця — використовується як приправа до м'ясних страв
- Сметана — до пельменів, млинців або просто до хліба
- Тартар — готується з майонезу, маринованих огірків, цибулі, каперсів. Подається до м'яса або риби.
- Сальса — мексиканський соус з дрібно порізаних томатів, чилі та інших приправ. Подається до кукурудзяних чипсів.
- Барбекю — загальна назва соусів, що подаються до м'яса, смаженого на грилі (барбекю)
- Чилі кон кесо — розплавлений сир з додаванням чилі та іноді томатів. Зазвичай подається в мексиканській кухні до начос
- Рибний соус — використовується головним чином в азійській кухні
- Гуакамоле — соус мексиканської кухні з пюрованих авокадо, цибулі та чилі. Подається до кукурудзяних чипсів.
- Хумус — близькосхідна закуска з нутового пюре, подається до лавашу, піти.
- Дзадзикі — грецький соус з йогурту, дрібно нарізаного огірка та часнику. Подається до хліба й овочів як діп або як звичайний соус до м'ясних страв.
- Зелений соус — на основі трав.
- Шакалака — на основі гострого південноафриканського салату.
- Розплавлений шоколад — для шматочків фруктів, невеликих тістечок та інших солодощів
- Нам чім — група тайських рідких діп соусів
- Нам пхрік — група тайських густих діп соусів

## Галерея

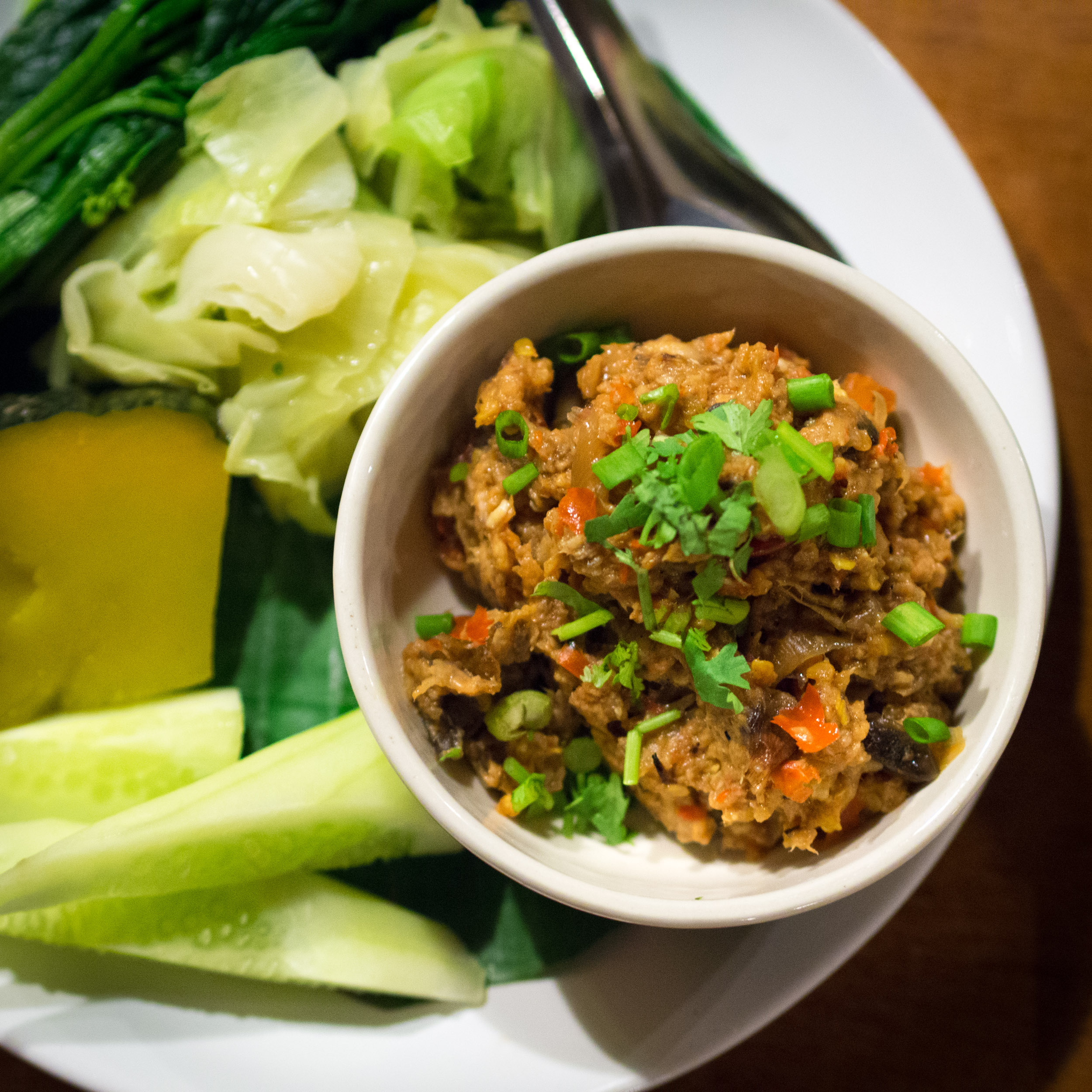
Нам пхрік
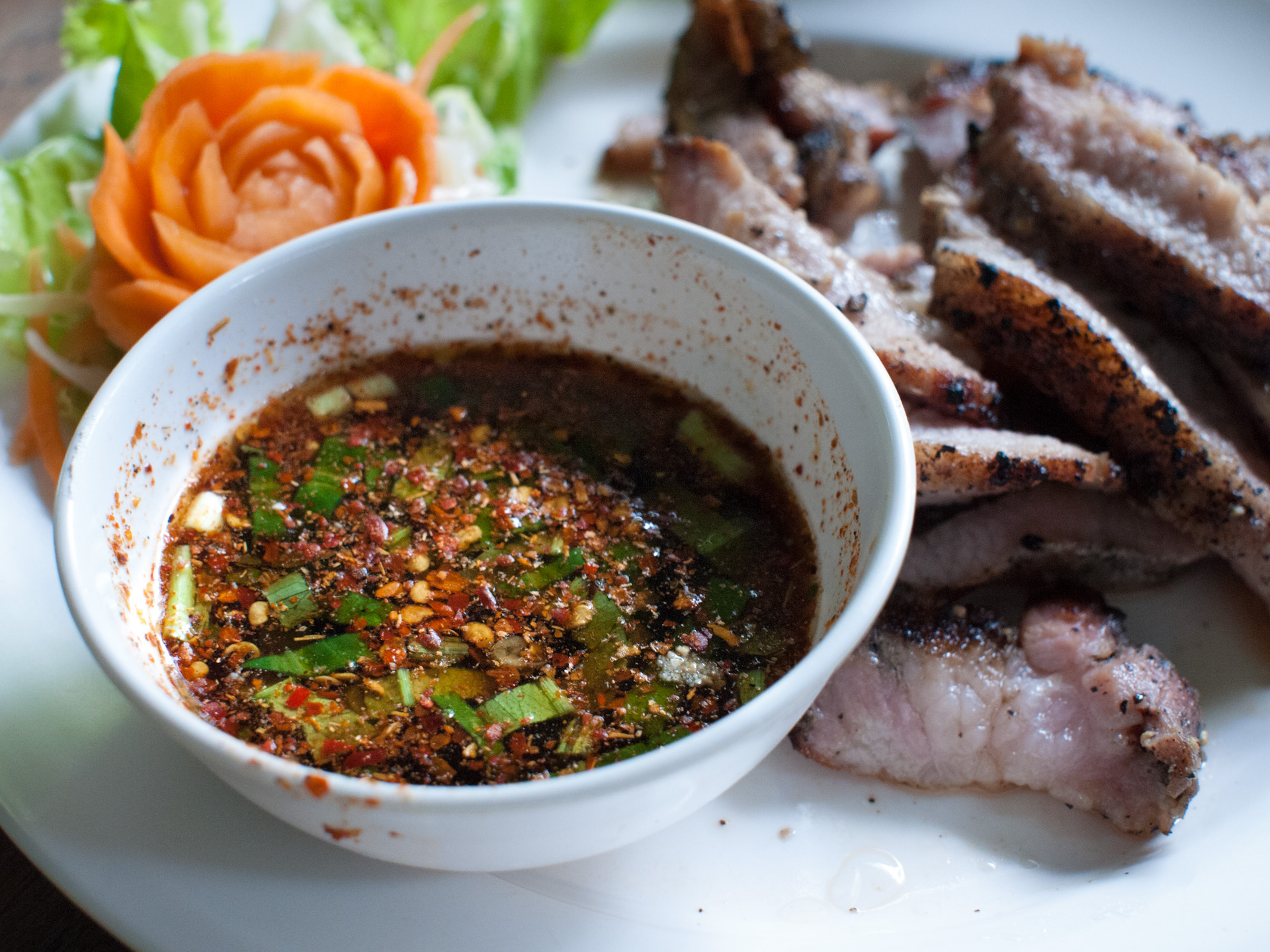
Нам чім
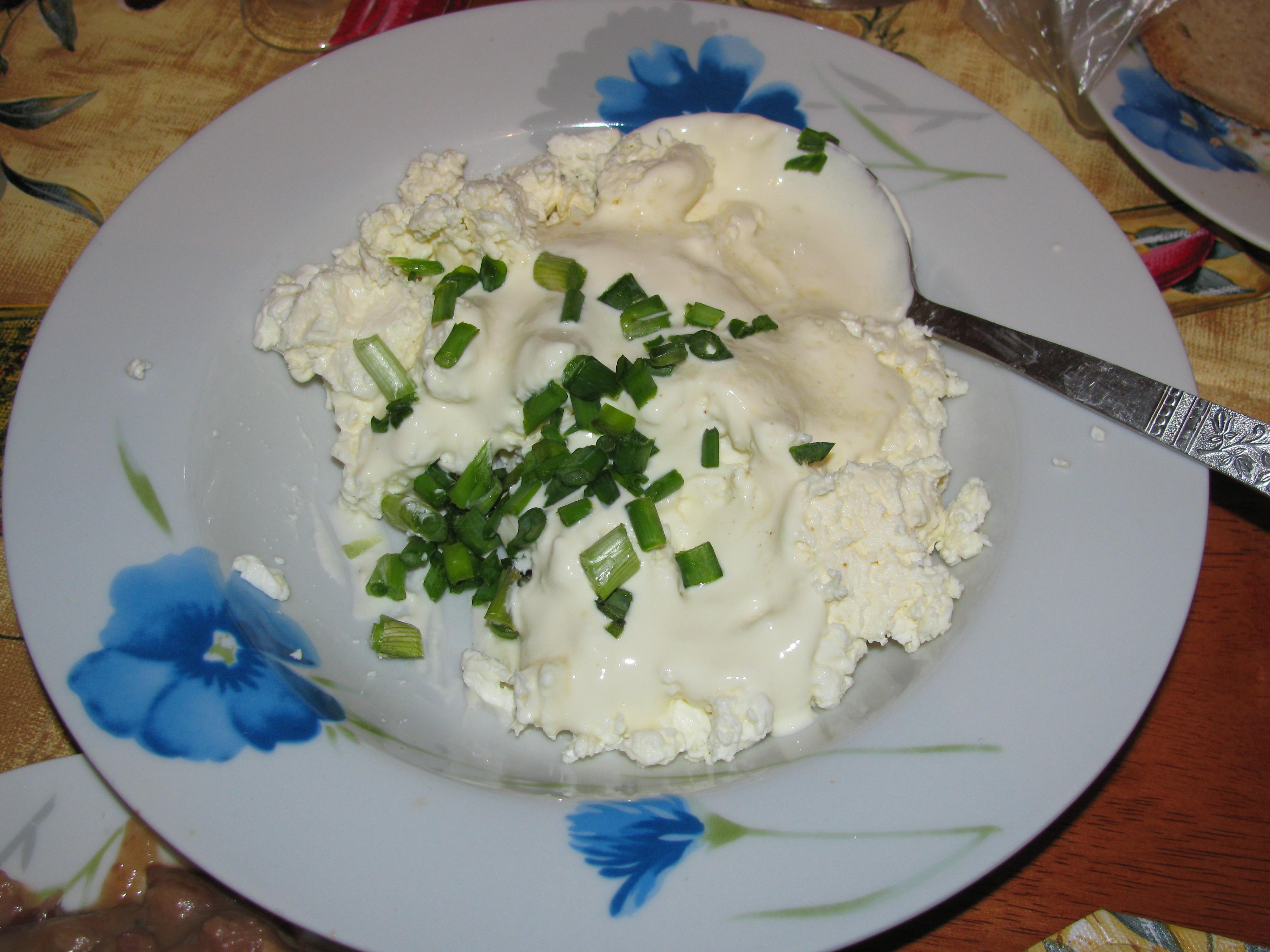
Мачанка